# 24時の鐘とシンデレラ〜Halloween Wedding〜
『24時の鐘とシンデレラ〜Halloween Wedding〜』（にじゅうよじのかねとシンデレラ）は、QuinRoseより2012年9月20日に発売されたPSP用恋愛アドベンチャーゲーム（乙女ゲーム）で、シンデレラ（灰かぶり姫）をモチーフとした『12時の鐘とシンデレラ〜Halloween Wedding〜』（じゅうにじのかねとシンデレラ　ハロウィンウエディング）3部作の2作目。

## 概要
シリーズ通称“鐘シン”の“24時”と省略され呼ばれている本作は、2作目ではあるが前作―“12時”のその後を描く続編ではなく、主人公が前作のオデットからその義姉―ロザリアへ交代した事で、12時の裏側で同時進行していた出来事が描かれる。よってモチーフの童話同様に必死に衣装を工面した主人公が姉妹揃って舞踏会へ出席する話の流れや舞台は前作と同じながら、メインは舞踏会前にロザリアが遭遇したある奇妙な事件を追う形となる。また主人公の交代でロザリアに変わってオデットに声が付き、攻略キャラクターも一新。しかしオデット達家族は勿論、前作や次作―“0時”の攻略キャラクターも一部はサブキャラクターとして、あるいはサブキャラクターから攻略キャラクターへと昇格して登場している。
2015年5月21日には『12時の鐘とシンデレラ　シンデレラシリーズ・トリプル全巻パック』のタイトルで、シリーズ3作を1本に纏めた愛蔵版がPS Vitaにて発売された。

## あらすじ
人間とモンスターが共存する国―“ハロウィンワールド”。下級貴族でありつつも下町ですっかり庶民派な暮らしを送る主人公―ロザリア＝モーガンはある日、母―ファティマ＝モーガンから資産家―グラハム＝スカーレットとの再婚話を告げられる。姉―エリーゼと3人で新生活に飛び込んだロザリアはそのスカーレット家で、グラハムの連れ子―オデット＝スカーレットにメロメロになってしまう。貴族らしくガードの堅いオデットに心を開いて貰えぬもどかしさを募らせるロザリアだったが、突然の事故でグラハムが急逝。悲しむ一家に顧問弁護士が語ったのは、現在進行中だった大商談がグラハムの死でそっくり負債になってしまい、スカーレット家が一転して家屋敷を処分しても足りないほどの大借金を抱えてしまった、という事実であった。しかし女ばかりになった家族を前に、ロザリアは明るく『頑張れば何とかなる！』と4人揃っての下町生活を提案する。かくして、借金完済の目標の元にやっと一致団結した一家はスカーレット家再興を誓い合い、貧乏生活のスタートを切った。だが精力的に働き始めたロザリアはその帰り道、路地裏で粉々にされたカボチャのランタンと燃え残りらしき紙切れを見付ける。紙片に書かれていた王家とスカーレット家の紋章に陰謀の臭いを感じたロザリアは、調査を開始するが――。

## 登場人物
ロザリア＝スカーレット（ROSALIA=SCARLET） / 旧姓：モーガン
今作の主人公。名前のみ変更可能。前作の主人公―オデットの義姉。
実母―ファティマの再婚によりスカーレット家に加わったが、元下級貴族。幼い頃の実父の死で家督が別の親族に移ってしまった為、姉―エリーゼと共にファティマが1人下町で育てる。実父の記憶は残っているものの、下町暮らしが長いので貴族の子女としての感覚より、庶民意識の方が強い。それにより、ファティマの方針で貴族教育のダンスや礼法等はしっかり修めているものの、実践経験に乏しく、やや自信がない。下町生活に逆戻り後は、ファティマの再婚前にも勤めていた中流貴族家庭でのベビーシッターを再開しているが、あまり多くの稼ぎもスカーレット家再興の繋ぎも見込めない上に、子供達が育てばお役御免になってしまう職なので、現状に若干の焦りも抱いている。
性格は明るく活発、考えてから動くよりとにかく実行、思い切った事をする方が性に合っているといった行動派でじっとしているのは苦手。
貧乏生活が長かったので常に何事もポジティブに考えるのを心掛けており、失敗を恐れないガッツも欲もあるハングリー精神の持ち主。貴族の結婚に関する常識はあるが、恋愛結婚を希望している。情に厚く、職業柄もあって子供が好きで扱いも上手い。母性本能が強く、男性のヘタレな面を見ても情けないと思わず手助けしてしまったり、相手が踏み出せないなら自分から告白すればいいと考え、気質がさっぱりしている。また、姉や妹のように幼少期のトラウマがないため、ショッキングな出来事に対しても気持ちを切り替えるのが早い。
末っ子だったためか妹への憧れが強く、義妹のオデットにはデレデレ。そんな自身のシスコン振りに戸惑いつつも良き姉になりたい・好かれたいと思うあまり空回りも度々で、屋敷では警戒を解かなかったオデットとの距離を、常に測りあぐねていた。
セミロングのやや癖のある茶髪を上部だけ纏めており、瞳はファティマ譲りの深い青。しかし性格のためか、垂れ目ながらもエリーゼより勝ち気な印象があり、表情豊か。また、母や姉と違い上がり眉。
黄緑と白を基調としたフリルを襟とスカート部分にあしらった膝丈のドレスを普段着としており、襟元には髪留めと揃いの茶のベルトチョーカーに小ぶりな白いクロスのネックレスを重ねて付けている。ふくらはぎ丈の茶のブーツを穿き、全体的に動きやすさを重視した装いをしている。

### 主なキャラクター
ライナス＝ランドール（LINUS=RUNDALL）
声 - 遊佐浩二
主人公の長年の婚約者。モーガン家とは比べようもない高位貴族の令息の1人だが、父同士の交友から婚約。しかし主人公の実父の死で婚約凍結となり、ファティマの再婚で話が動くかに見えた矢先、スカーレット家が没落して再び話が頓挫してしまう。独特のテンポとマイペースさでズレた返答が多く、抜けていそうに見えるが、相手に反応の予測を許さぬまま自分のペースに巻き込むという交渉に長けた顔を持つ。護衛に囲まれるのを嫌がってよく1人で町中をうろついていたり、興味さえあれば下町などの拘りなく物事に向き合う無邪気さの反面、金銭に対する無頓着さや主人公への気遣いに欠ける対応などに貴族らしい高慢さ、興味の有無ではっきりと態度を変える酷薄さがある。それにより、付き合いの割に交流の殆どない主人公にはやや不気味がられているが、本人は特に気にしていない様子で、思い出したように主人公の前に現れては構われたがる。
さらりとしたストレートの金髪を長く伸ばしており、一見するとぼんやりした優男風だが、腰には常に大剣や大型鉄球の付いたフレイルを帯刀しているだけあって実は筋肉質。いつもロングジャケットのポケットに入れていて、時折弄ってもいるのは愛らしいクマのぬいぐるみで、大好きだった祖母の形見としてとても大切にしている。
ルイス＝リード（LOUIS=READ）
声 - 鈴村健一
主人公の幼馴染。城で衛兵をしながら騎士を目指す、下級貴族の青年。度重なる主人公の不幸に対して婚約凍結で放置体勢なライナスやランドール家に対して、あまり良く思っていない。それも道理で、幼い頃から主人公に片思いしており、ファティマやエリーゼには完全に主人公からスルーされている様を時折不憫がられている。しかし親身に主人公の相談に乗ったり軽口の応酬を繰り広げる仲止まりで、今更の女扱いは照れ臭く、中々異性としてのアプローチは素直に出来ずにいる。またモーガン家なら同等だったがスカーレット家とは財力が違い過ぎた事にも、気後れしていた模様。気は強いが正義感も強く、生真面目で誠実。喧嘩はしても結局惚れたが負けで、主人公には弱い。
赤毛で常に衛兵の制服を着用し、腰に大剣を佩刀している。
オズウェル＝サヴァレ（OSWELL=SAVALE）
声 - 津田健次郎
主人公の職場近くにあった、マジックアイテム屋の常連。当初はとある家のお抱えで、家庭教師も兼ねている学者とぼかしていたが、実は王城詰めの王子付きの魔法使い。だが探究心の強いフィールドワークタイプの学者故に、雇用形態はかなり自由なものになっている。諸国を旅していた経験から他国についても見聞が広く、魔法やマジックアイテムにまで精通しているという話の引き出しの多い知識人。モンスターにも偏見はないが、城内の諸事情により魔王―ハロウィンの部下であるモンスター達はよく思っておらず、当たりがキツくなりがち。
職場柄コネや社交界でのツテも多いがやや人嫌いで、卒のない言動で周囲を遠ざけているものの、ガードが堅い分だけ気を許した相手には甘く、無意識に世話焼きになってしまう。主人公相手には明け透けな物言いで嫌味を繰り出し、その遣り取りを楽しんでいる模様。次作“0時”でもサブキャラクターとして登場。
柔らかく波打つ金髪、整った顔立ち、理知的だが捉えどころのない風情で、女性にはモテる。しかし恋愛面には生真面目で融通が利かないので、軟派な印象はない。外見は主人公よりやや年上といった感じだが、端々で妙に自身を年寄りのように言う事から、主人公には「ちょっと変わり者のご隠居さんみたい」とのイメージを持たれている。雰囲気から前作登場の同じく魔法使いであるシリウスよりは若い印象。
ダミアン（DMMIEN）
声 - 森田成一
下町で何でも屋を営む、ネズミのモンスター。よって普通のネズミを眷属として自在に操り、猫が大の苦手で好物はチーズ。フェザーの友人で、主人公が引っ越したアパートにもよく出入りしているらしい。ネズミ姿で公園のネズミ捕りに捕まっていたのを助けてくれた主人公が、モンスターに偏見なく接した事で興味を抱き、行動を共にするようになる。常に明るく軽い口調のさばけた性格だが、主人公一家を除いた人間全般に良いイメージがなく、基本的に無関心。人間との揉め事を避けるのに「ヴァージル」と偽の名字を名乗るのにもあっさりしたもので、真の人間とモンスターの共存なんて不可能、面倒がないよう無理に交流はせず互いに不干渉で構わない、と考えている。それによりあからさまに人間を侮辱する等の無礼はないが、全く何も期待しない完全諦念の姿勢は、主人公にはやや薄情と見える事も。ヴァイオリンを始めとした幾つかの楽器演奏の心得があり、多岐に渡る頼まれ仕事をこなして稼ぎにしているが、本人曰く器用貧乏。
デフォルメされてはいるが頭に何本も剣の刺さったネズミの人形の飛び出た、奇妙な帽子を常に被っている。ネズミの人形はマジックアイテムで、勝手に動いて鳴き、感情もあるらしい。主人公にはその良さを不思議がられるが、ダミアンにとってはお気に入りの帽子で、アイデンティティ。ダミアン自身は比較的がっしりした体格で、所々跳ねた無造作ヘアの青年。
フェザー（FEATHER）
声 - 下野紘
白鳩のモンスター。主人公が引っ越した、お化け屋敷もどきな下町のアパート唯一の住人で、ダミアンの友人。人間が大好きで、人間に混じって生活したり仕事をしたいと思っているが、モンスターである事を理由にいわれなき差別や拒絶を受けており、傷付く事が多い。主人公以前のアパート入居者も何人かが、フェザーがモンスターであると知って退去して行った過去があり、主人公一家が拘りなく近所付き合いをした事に感動。昼に1人になるオデットの元に、度々高級洋菓子を手土産に訪ねる女子会仲間になる。普通の鳩も眷属として使役する事が可能で、どこにでも紛れ込ませられる事から情報収集も得意。アパートの自室にも何羽か住まわせている。豆が大好物過ぎて話題に登っただけでも目の色を変えるが、自ら購入するのではなく、人から報酬として貰う事を「鳩道」と称する信条としている。“12時”でもサブキャラクターとして登場。
冒頭ではショートボブの髪をワンレングスにした、新緑色の瞳の貴婦人。水色を基調としたドレス姿や所作はいかにも上流階級の淑女でアパートに不似合いな程だが、太腿まで深く入ったスカートのスリットでその脚線美を惜しげなく晒しており、主人公達の目を剥かせた。しかし下品さは一切ないため、そういう商売の女性ではない、と主人公達は予想している。実は性別を固定していないので、気分次第で男性の姿を取る事も可能。男性時の白を基調としたシルクハットのスーツ姿はやや華美だが貴族風で飴のようなステッキを持ち、女性時は白い日傘を一振りする事で瞬時に姿を切り替える。いずれの姿でも、持ち物は明らかに高級品で仕立ての良いものばかり。
本作では主人公が舞踏会に穿いていく靴を用意する役目を果たす。
シリウス＝ブラッドレイ（SIRIUS=BRADRCK）
声 - 高橋広樹
最近下町に店を開いた魔法使い。行き詰った主人公が来店し、調査を依頼する事になる。店には幾つかの魔法が掛けられており、まず来店者自体を魔法使いが選ぶ事から普通の人間が辿り着くのは稀で、来店しても印象操作の魔法によりシリウスの名前・人相・会話等が退店後は曖昧になってしまう。他にも、シリウスが明かすまでは店の内外によってシリウスの認識が変わってしまうので（店外でシリウスと出会っても、魔法使いの店のシリウスだとは認識出来ない）、どこでもシリウスを魔法使いとして認識出来る人間はごく少数だが、魔法耐性のある魔法使いやモンスターはその限りではない。長身の優男風で押しに弱いが、魔法使いらしくその微笑みには謎めいた雰囲気や陰があり、見掛け通りの年齢ではないらしい。派手なケープと装飾された箒がトレードマーク。“12時”では攻略キャラクターの1人。
スペンサー＝ヘンドリック（SPENCER=HENDRICK）
声 - 中田譲治
主人公が自宅アパート近くで出会った、謎の男性。かなりの身分であろうと思われる紳士然とした物腰と、高位の貴族に仕えるスマートな知性を感じさせるが、詳細を教えてはくれない。知人貴族が近々下町に引っ越すのが心配らしく、仕事帰りの主人公を掴まえてやや強引に下町案内をさせたのをきっかけに、時折やって来ては交流を持つようになる。スクエアなアンダーリムの眼鏡に黒を基調とした仕立ての良いスーツ、きっちり撫で付けた銀髪という外見もさる事ながら、中身も貴族そのもので下町は粗野なばかりで魅力等ない、と思っている。“0時”の攻略キャラクターの1人。

### 家族
ファティマ＝スカーレット（FATIMA=SCALET） / 旧姓：モーガン
声 - 寺田はるひ
主人公の母。女手1つでエリーゼと主人公を育てる未亡人。本作の冒頭にて、一定期間の交際・家族間交流を経て遂にグラハムと再婚。しかしスカーレット家の新たな女主人の座に馴染む間もないまま、再び未亡人となってしまう。おっとりとして品のある女らしい人ではあるが、娘達への深い愛情と理解力、手抜きなく貴族の教養を仕込む芯の強さを持つ。特技は料理と裁縫で、後者は仕事としてグレイシア夫人を始めとした上流階級の婦人・令嬢達に教えてもいる。見た目や特技に反して家事はあまり好きではないらしく、根っからの職業婦人。豊かな髪を捻り、黒いリボンで後部に一纏めにしており、茶のドレスに白いエプロン姿がデフォルト。
エリーゼ＝スカーレット（ELISE=SCALET） / 旧姓：モーガン
声 - 浅野真澄
主人公の実姉で、“0時”の主人公。ファティマ似の瞳の色と垂れ目具合で、家族一おっとりぼんやりした性格、と見られがちだが一番冷静でドライ。なまじ観察力もある分、天然で毒を吐く事も。そのマイペースさで交渉事にも強く、市場の値切り交渉はお手のものという強かさを持つ。主人公同様、婚約者は居るものの話は停滞しており、スカーレット家の窮状にも相手を頼るどころか、あまり話題にさえ上げたくない仲らしい。ファティマ同様に裁縫が得意で、スカーレット家入り前後はある貴族令嬢の元に刺繍を教えに行く仕事をしているが、“0時”以外ではその詳細はほとんど描かれていない。
ストレートの長髪を高く結い上げたポニーテールのサイドにリボンをあしらい、緑と白を基調にしたドレスを普段着にしている。
オデット＝スカーレット（ODETTE=SCALET）
声 - 大久保瑠美
主人公の義妹で、“12時”の主人公。唯1人残った正当なスカーレット家後継者で、生粋の貴族令嬢。早くに他界した実母に変わって、女主人として屋敷を切り盛りしていた経験からか、性格は祖父似のドライなリアリスト。一人娘の社交界育ち故か貴族としての教養や処世術に長け、何でも大体は卒なくこなすが自尊心や警戒心も強く、再婚からグラハムの死まではモーガン一家を完全に財産目当てと決め込んで全く信用しなかった。
しかし、ファティマ達がオデットを微塵も家族と疑わず、とことん苦楽を共にする覚悟だと知った事で全幅の信頼と愛情を寄せるようになる。下町に引越し後は最年少かつ就業経験がない事から家内の全家事の担当となり、財政事情による毎日同じ献立―豆スープの味付けを工夫する事に余念がない。
ピンクと白を基調としたドレスが常で、手入れの行き届いたロングストレートの金髪と空色の瞳、人形のように完璧ながら生気に満ちた容貌、鈴を転がすように愛らしい声、ふとした拍子に瞳を潤ませる健気さで主人公は一瞬で骨抜きにされてしまう。
グラハム＝スカーレット
資産家貴族―スカーレット家の現当主で、子持ちの男寡。馴れ初めは謎ながらファティマとの順調な交際の後に再婚、主人公の義父となる。娘達に過度の贅沢も上流階級の付き合いも押し付けない物分りの良い父であったが、馬車の事故で急死。地方貴族に過ぎなかったスカーレット家を一代で王城近くに邸宅を構える有力貴族にまでのし上げた祖父程の辣腕ではないものの、その財を減らす事なく堅実に運営していた遣り手と思われていたが、死の前に無理な投資をしていた事が発覚。その死によって大赤字となり、主人公達に家屋敷を処分してもまだ借金が残る下町生活を余儀なくさせてしまう。

## 用語
12時の鐘とシンデレラ〜Halloween Wedding〜の用語の項目参照

## テーマソング

### オープニングテーマ曲
『24時の鐘とシンデレラ〜Halloween Wedding』
歌 - リツカ / 作詞 - 五月攻 / 作曲 - アサヒナユウ

### イメージアルバム
イメージアルバム
| #   | タイトル                                          | 作詞 | 作曲・編曲 |
| --- | ------------------------------------------------- | ---- | ---------- |
| 1.  | 「24時の鐘とシンデレラ~Halloween Wedding~(OP曲)」 |      |            |
| 2.  | 「I Can Hear You」                                |      |            |
| 3.  | 「The Other Side」                                |      |            |
| 4.  | 「ホントのキモチ」                                |      |            |
| 5.  | 「Notebook」                                      |      |            |
| 6.  | 「OSWELL=SAVALE」                                 |      |            |
| 7.  | 「ストリートミュージシャン」                      |      |            |
| 8.  | 「SPENCER=HENDRICK」                              |      |            |
| 9.  | 「DAMIEN」                                        |      |            |
| 10. | 「FEATHER Ⅱ」                                     |      |            |
| 11. | 「Warm Quotes」                                   |      |            |
| 12. | 「LINUS=RUNDALL」                                 |      |            |
| 13. | 「LOUIS=READ」                                    |      |            |
| 14. | 「ヒカリの色彩」                                  |      |            |
| 15. | 「空中散歩」                                      |      |            |
| 16. | 「ROSALIA=SCARLET」                               |      |            |
| 17. | 「Tower of Oswell」                               |      |            |
| 18. | 「Office」                                        |      |            |
| 19. | 「ふたつの小部屋」                                |      |            |
| 20. | 「マジックアイテム」                              |      |            |
| 21. | 「Site」                                          |      |            |
| 22. | 「Tea for Two」                                   |      |            |
| 23. | 「空色図書館」                                    |      |            |
| 24. | 「Expensive City」                                |      |            |
| 25. | 「Luxury Suite」                                  |      |            |
| 26. | 「落ち込んだりしない」                            |      |            |
| 27. | 「Unknown」                                       |      |            |
| 28. | 「Sweet Magic」                                   |      |            |
| 29. | 「風に消えたとき」                                |      |            |
| 30. | 「Vision in You」                                 |      |            |
| 31. | 「Stage」                                         |      |            |
| 32. | 「夜のはじまり」                                  |      |            |
| 33. | 「Sunset Lounge」                                 |      |            |
| 34. | 「輪舞」                                          |      |            |